# Ram 1500 TRX
Ram 1500 TRX ― високопродуктивний варіант пікапа Ram 1500 п'ятого покоління (DT), що виробляється підрозділом Ram Trucks компанії Stellantis. 

## Опис
Назва TRX заснована на концепті Ram Rebel TRX, який був представлений на державному ярмарку штату Техас у 2016 році як дослідження інженерії, дизайну та інтересів споживачів. 
1 червня 2018 року, після відгуків споживачів, компанія оголосила, що запустить пікап у виробництво з 2021 модельного року. Пікап вироблявся з 2021 по 2024 модельний рік. 
Після 2024 модельного року виробництво TRX було припинено, оскільки його неможливо було модифікувати, щоб відповідати більш жорстким автомобільним стандартам викидів. 
Останній Ram 1500 TRX був випущений 16 лютого 2024 року. 
Модельний рік був скорочений через те, що компанія RAM випустила вантажівки 2025 модельного року на 7 місяців раніше звичайної дати випуску модельного року.
TRX конкурував з сімейством високопродуктивних пікапів Ford Raptor.

### Концепт Ram Rebel TRX

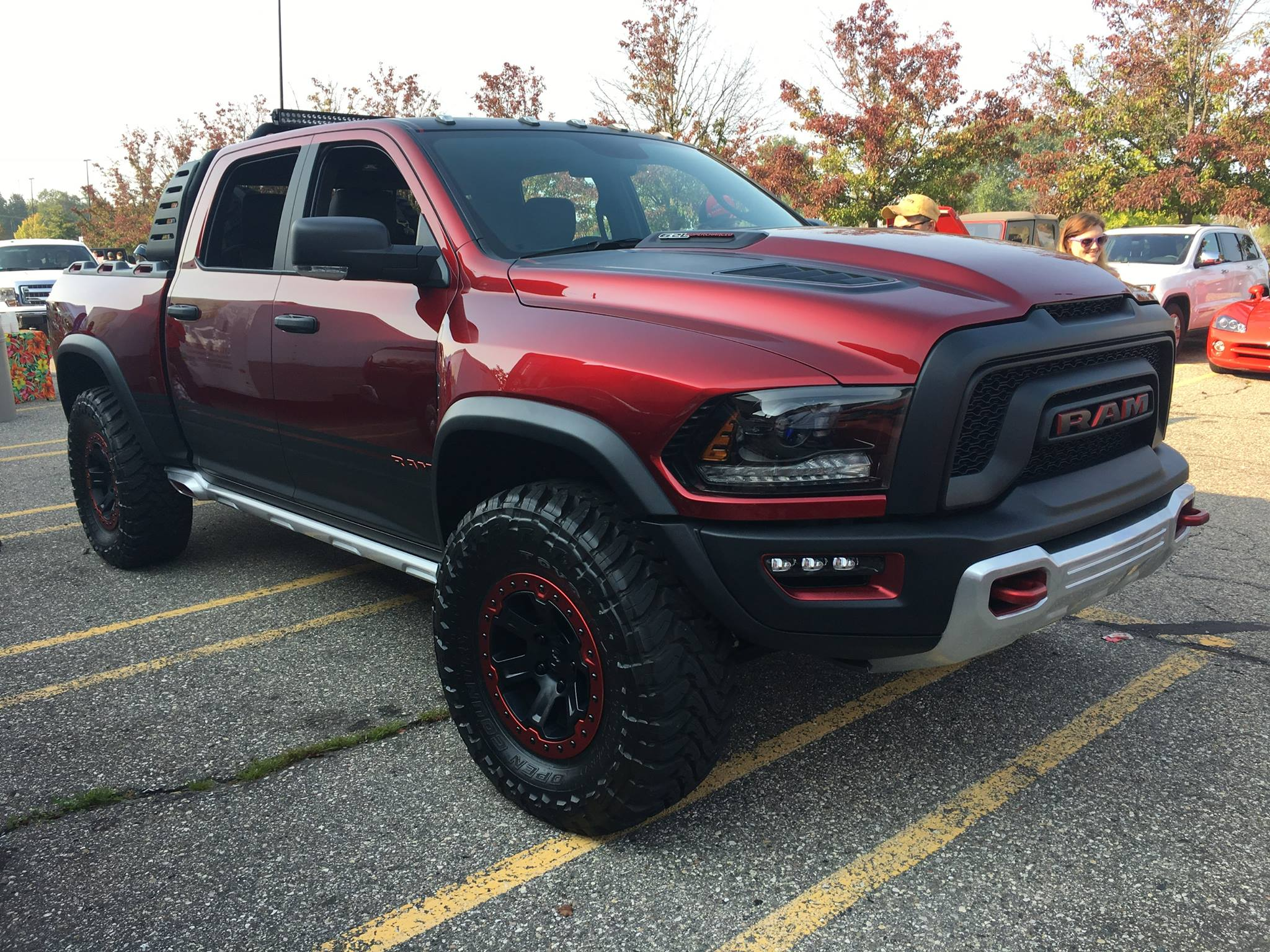
Ram Rebel TRX

Несерійні модифікації концептуального прототипу включають 37-дюймові шини, встановлені на 18-дюймові колісні диски Mopar з кільцями в колір кузова, два повнорозмірних запасних колеса і шини в конфігурації для кріплення на кузові, а також блокується блок з домкратом, буксирним ременем і місцем для більшої кількості інструментів. 
Серед інших змін - ширша на шість дюймів гусениця з подовженими крилами, що закривають ширшу колісну базу, надаючи вантажівці вигляду пісочного годинника, якщо дивитися на неї зверху, світлодіодні габаритні вогні, світлодіодна сигнальна лампа на багажнику, п'ятидюймова бічна вихлопна труба, інтегрована в захисні протиковзкі накладки, протиковзкі накладки. 
6,2-літровий двигун HEMI V8 з наддувом, створений на базі популярного Hellcat, що встановлюється на Dodge Charger, Challenger та Jeep Grand Cherokee Trackhawk, але налаштований для роботи на пікапах до 575 к.с., працює в парі з трансмісією TorqueFlite 8HP70 та роздавальною коробкою BorgWarner 44-45. 
Трансмісія має чотири режими на вибір: Нормальний, Мокрий/Сніг, Позашляховик та Баха. Задній міст - Dynatrac Pro 60, також автомобіль оснащений електронним блокуванням мостів, доступним у всіх режимах. 
Модифікована підвіска побудована на стандартній рамі Ram серії «DS» на платформі 1500. 
Підвіска на основі пружинної ресори модернізована за допомогою високопродуктивних пружин, 2,5-дюймових амортизаторів King Racing Shocks і має збільшений на 40% хід до 13« спереду і ззаду зі стандартних 9».
Інтер'єр також має численні відмінності від серійного Ram Rebel 1500, включаючи замшеві вставки в сидіннях, «спортивні верхні валики бічної підтримки з вишитими логотипами», шеститочкові ремені безпеки, тканинні накладки на дверях, перемикач передач на консолі, поворотний селектор для різних режимів приводу, анодоване кермо з акцентною прошивкою, підрульові перемикачі, сумку для інструментів з маркуванням TRX, вставками з карбону і червоного металу, кріплення для камери біля дзеркала заднього виду, а також спортивну стійку, до якої кріпляться шеститочкові ремені безпеки. 
Концепт також має невиробничий відтінок «Header Red», який був нанесений у тридцяти різних шарах.

### Серійна модель

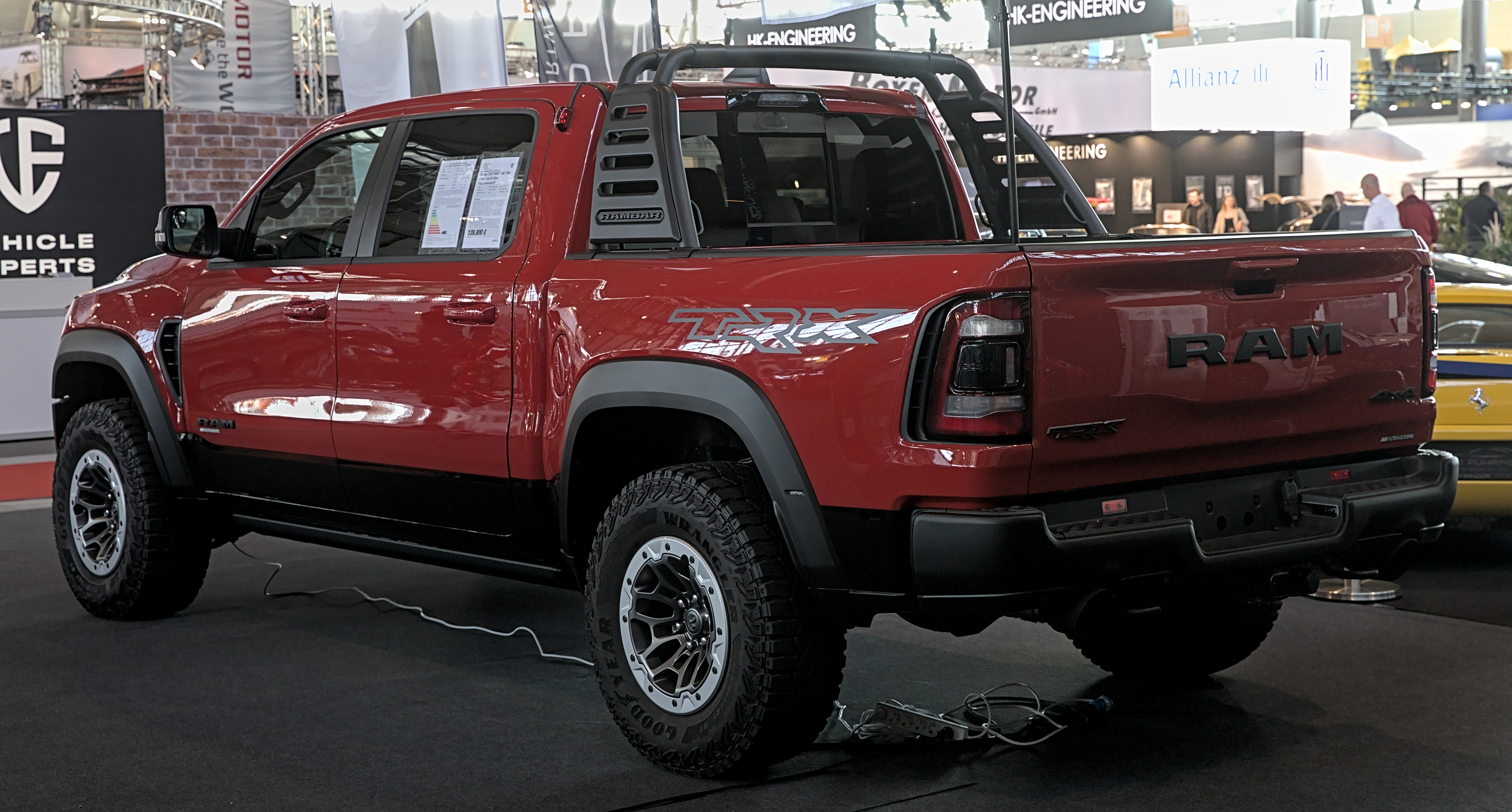

У лютому 2018 року Джаред Белфур, посилаючись на неназвані джерела, повідомив, що буде вироблено дві моделі Ram Rebel на базі концепту Ram Rebel TRX. 
Базова версія з новою версією 7-літрового двигуна HEMI з природним всмоктуванням та опціональний 6,2-літровий двигун HEMI з наддувом, а також дата випуску - 2021 рік.
Пізніше, у квітні того ж року, також посилаючись на неназвані джерела, видання 5th Gen Rams повідомило, що два варіанти двигунів будуть асоціюватися з різними назвами, де «Ram Rebel TR» оснащений 7-літровим двигуном HEMI з природним всмоктуванням, а «Ram Rebel TRX» - двигуном HEMI з наддувом об'ємом 6,2 літра. 
На відміну від концепту, наддувний 6.2-літровий HEMI не буде налаштований на 575 кінських сил (429 кВт), але, як повідомляється, видаватиме ті ж 707 кінських сил, що й двигуни, які використовуються в Dodge Challenger SRT Hellcat, Charger SRT Hellcat та Jeep Grand Cherokee Trackhawk.
Однак у серпні того ж року було анонсовано Dodge Challenger SRT Hellcat Redeye 2019 року, який отримав по суті той самий двигун від Dodge Challenger SRT Demon з варіаціями на повітрозабірнику, що знизило потужність Redeye до 797 кінських сил з 808 у Демона (також, Dodge Challenger SRT Hellcat 2019 року, який не є Redeye, має покращений повітряний потік, що підвищило його потужність до 717 кінських сил порівняно з попереднім роком, коли вона становила 707).
На виставці SEMA (Асоціація виробників спеціального обладнання) у 2018 році було представлено двигун «Hellephant» Mopar, запланований до випуску у 2019 році. 
7-літровий двигун з наддувом потужністю 1000 кінських сил (746 кВт) та 1288 Н⋅м перевищує характеристики двигуна Redeye, але також не очікується, що він стане частиною серійної конфігурації Ram Rebel TRX (на питання, чи розглядається двигун Hellephant для будь-яких вуличних застосувань, «члени команди Mopar» відповіли «абсолютно ні», що обов'язково виключило б його включення до серійного Ram Rebel TRX).
Компанія Ram анонсувала серійну модель TRX Launch Edition 17 серпня 2020 року, яка буде випущена як модель 2021 року. 
Відмінності включають новий кузов на базі пікапа RAM Pickup 5-го покоління, більш потужний не налаштований двигун потужністю 702 кінські сили (523 кВт), функціональний «совок» на капоті з інтегрованими габаритними ліхтарями та новий інтер'єр, заснований на 12-дюймовій інформаційно-розважальній системі UConnect. 
Перша серія була обмежена до 702 одиниць і була доступна в ексклюзивному кольорі Anvil Grey.
Протягом 3-річного випуску моделі Ram випускав лімітовану серію TRX для кожного модельного року, іноді навіть декілька. Ось їх перелік: 
- 2021 рік - Ram TRX Launch Edition (702 одиниці)
- 2022 рік - Ram TRX Ignition Edition (1 003 одиниці), Ram TRX Sandblast Edition (1 202 одиниці)
- 2023 рік - Ram TRX Lunar Edition (~1 000 одиниць), Ram TRX Havoc Edition (~1 500 одиниць),
- 2024 рік - Ram TRX Final Edition (4 000 одиниць), Ram TRX Special Edition (380 одиниць - так само, як і фінальна версія, але без значка фінальної версії на центральному підлокітнику і заставки).

Всі ці лімітовані моделі (окрім стартової та фінальної) були випущені в середині модельного року.
Як не дивно, базова модель TRX є більш рідкісною, ніж деякі з них. Всього вироблено 1707 базових TRX, 664 у 2021 році, 825 у 2022 році, 218 у 2023 році.

### Двигуни
- 6,2 л Chrysler Hellcat Hemi з наддувом V8, 702 к.с. (523 кВт) 881 Н⋅м (2020-2024)
- 6,2 л Chrysler Hellcat Hemi з наддувом V8, - к.с. (- кВт) - Н⋅м (з 2026)

### Критика
Американська рада з енергоефективної економіки визнала Ram 1500 TRX найгіршим автомобілем масового ринку на 2021, 2022 і 2023 роки за показником «на основі індексу екологічної шкоди, який відображає витрати на здоров'я людини від забруднення, пов'язаного з вихлопними газами, виробництвом і утилізацією транспортних засобів, а також виробництвом і розподілом автомобільного палива та електроенергії».